# Petroglifos de Huaycán

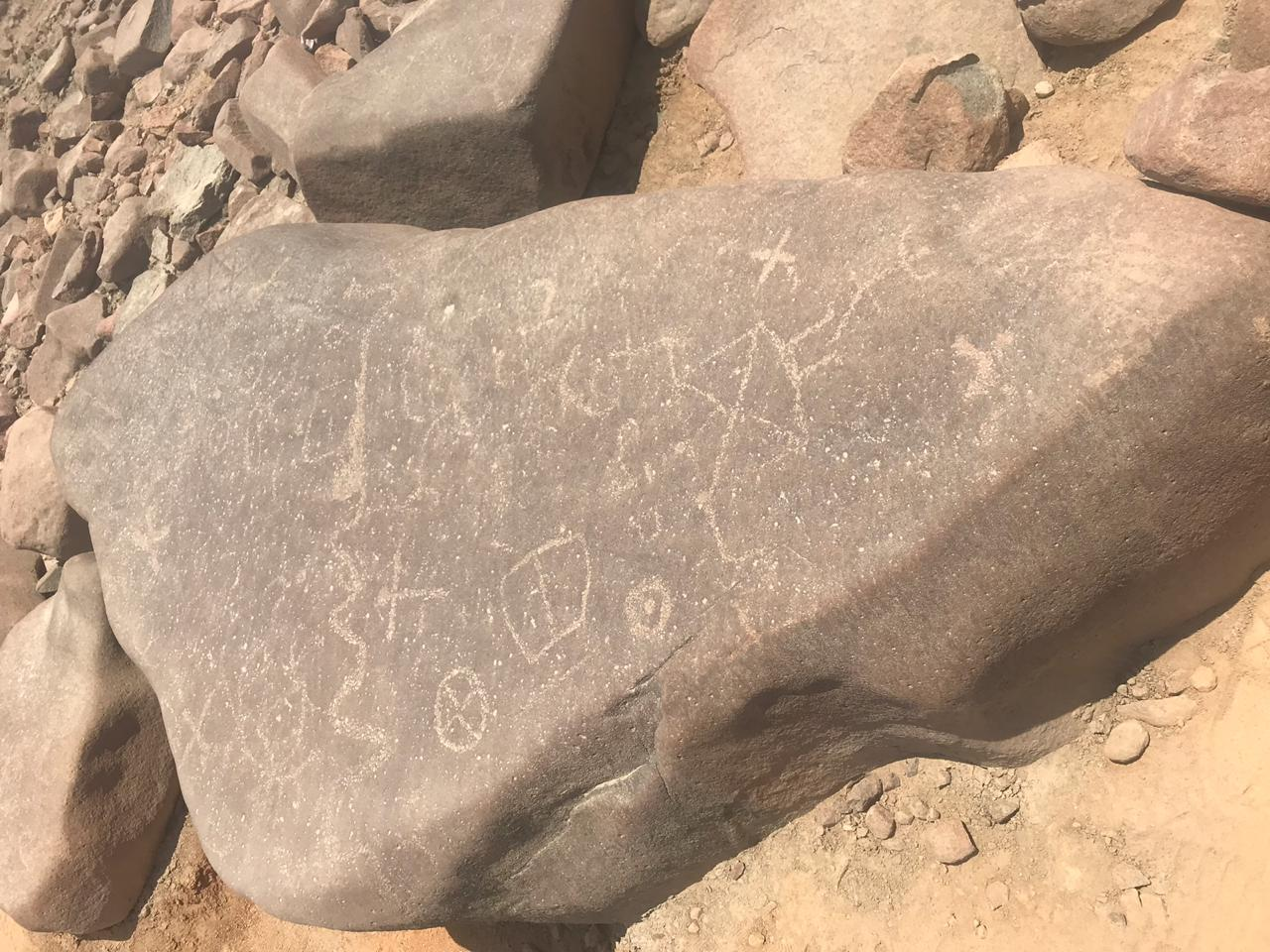
Petroglifos de Huaycán

Petroglifos del cerro Huaycán o Petroglifos de Pariacha son petroglifos situados en Perú. La Zona Arqueológica Monumental Huaycán de Pariachi está ubicada a 5 kilómetros de distancia de los petroglifos de Pariacha. Estos diseños simbólicos grabados en roca fueron descubiertos en el año 2014, por el médico-cirujano y antropólogo peruano Guido P. Lombardi.

## Ubicación
Se encuentra ubicado cerca a la localidad de Huaycán, en la provincia de Lima, Perú.